# John Gallagher Jr.
John Howard Gallagher Jr. (Wilmington, 17 de junho de 1984) é um ator e músico americano conhecido por interpretar o personagem Moritz Stiefel no musical de rock Spring Awakening, de Duncan Sheik e Steven Sater. Ele também interpretou Johnny no musical de Green Day da Broadway, American Idiot, Lee na produção da Broadway de 2011 de Jerusalem, e Edmund no revival da Broadway de 2016 de Long Day's Journey into Night. Ele interpretou Jim Harper em The Newsroom, de Aaron Sorkin, e estrelou na minissérie Olive Kitteridge, ambas da HBO, e interpretou Emmett DeWitt em 10 Cloverfield Lane.

## Filmografia

### Cinema
| Ano  | Título                           | Papel                    | Notas        |
| ---- | -------------------------------- | ------------------------ | ------------ |
| 2003 | Pieces of April                  | Timmy Burns              |              |
| 2006 | Mr. Gibb                         | Brett Mullen             |              |
| 2009 | Whatever Works                   | Perry                    |              |
| 2010 | Jonah Hex                        | Tenente Evan             |              |
| 2011 | Margaret                         | Darren                   |              |
| 2013 | Short Term 12                    | Mason                    |              |
| 2013 | Broadway Idiot                   | Ele mesmo                | Documentário |
| 2014 | The Heart Machine                | Cody                     |              |
| 2016 | 10 Cloverfield Lane              | Emmett DeWitt            |              |
| 2016 | Hush                             | Homem                    |              |
| 2017 | The Belko Experiment             | Mike Milch               |              |
| 2017 | The Miseducation of Cameron Post | Reverendo Rick           | Pós-produção |
| 2018 | Peppermint                       | Detetive Stan Carmichael |              |
| 2018 | Underwater                       | A ser anunciado          | Pós-produção |

### Televisão
| Ano       | Título                            | Papel                  | Notas                                         |
| --------- | --------------------------------- | ---------------------- | --------------------------------------------- |
| 2001      | The Flamingo Rising               | Garry                  | Telefilme                                     |
| 2002      | Law & Order                       | Terrence Holt          | Episódio: "Girl Most Likely"                  |
| 2002      | The West Wing                     | Tyler                  | Episódio: "20 Hours in America (Parte 1 & 2)" |
| 2003      | Ed                                | Eric                   | Episódio: "The Decision"                      |
| 2003      | NYPD Blue                         | Ray Spier              | 2 episódios                                   |
| 2004      | Law & Order: Criminal Intent      | Gary                   | Episódio: "Conscience"                        |
| 2006      | Love Monkey                       | Paul                   | 2 episódios                                   |
| 2009      | Law & Order: Special Victims Unit | Jeff Lynwood           | Episódio: "Lead"                              |
| 2002–2014 | The Newsroom                      | James "Jim" Harper     | Elenco principal; 25 episódios                |
| 2014      | Olive Kitteridge                  | Christopher Kitteridge | Minissérie da HBO; 3 episódios                |
| 2019      | Modern Love                       | Rob                    | 2 episódios                                   |

## Teatro
| Ano       | Título                        | Papel                        | Teatro                                                                    |
| --------- | ----------------------------- | ---------------------------- | ------------------------------------------------------------------------- |
| 2003      | Kimberly Akimbo               | Jeff                         | Manhattan Theatre Club (Off-Broadway)                                     |
| 2006      | Rabbit Hole                   | Jason                        | Pacific Playwrights Festival Biltmore Theatre (Broadway)                  |
| 2006–2007 | Spring Awakening              | Moritz Stiefel               | Atlantic Theatre Company (Off-Broadway) Eugene O'Neill Theatre (Broadway) |
| 2008      | Port Authority                | Kevin                        | Atlantic Theatre Company (Off-Broadway)                                   |
| 2008      | Farragut North                | Stephen Meyers               | Atlantic Theatre Company (Off-Broadway)                                   |
| 2009–2011 | American Idiot                | Johnny (O Jesus do Subúrbio) | Berkeley Repertory Theatre St. James Theatre (Broadway)                   |
| 2011      | Jerusalem                     | Lee                          | Music Box Theatre (Broadway)                                              |
| 2016      | Long Day's Journey into Night | Edmund                       | American Airlines Theatre (Broadway)                                      |

## Prêmios e indicações
| Ano  | Prêmio                             | Categoria                              | Obra                          | Resultado |
| ---- | ---------------------------------- | -------------------------------------- | ----------------------------- | --------- |
| 2007 | Tony Award                         | Melhor ator secundário em um musical   | Spring Awakening              | Venceu    |
| 2007 | Drama Desk Award                   | Ator em destaque em um musical         | Spring Awakening              | Indicado  |
| 2007 | Broadway.com Audience Choice Award | Ator secundário favorito em um musical | Spring Awakening              | Venceu    |
| 2007 | Drama League Award                 | Performance diferenciada               | Spring Awakening              | Indicado  |
| 2010 | Drama League Award                 | Performance diferenciada               | American Idiot                | Indicado  |
| 2010 | Broadway.com Audience Choice Award | Ator principal favorito em um musical  | American Idiot                | Venceu    |
| 2014 | CinEuphoria Award                  | Melhor ator secundário                 | Short Term 12                 | Indicado  |
| 2016 | Broadway.com Audience Choice Award | Ator secundário favorito em um musical | Long Day's Journey Into Night | Venceu    |